# Raynham
Raynham és una població dels Estats Units a l'estat de Carolina del Nord. Segons el cens del 2000 tenia 67 habitants.

## Demografia
Segons el cens del 2000, Raynham tenia 67 habitants, 27 habitatges i 21 famílies. La densitat de població era de 143,7 habitants/km².
Dels 27 habitatges en un 29,6% hi vivien nens de menys de 18 anys, en un 63% hi vivien parelles casades, en un 7,4% dones solteres, i en un 22,2% no eren unitats familiars. En el 14,8% dels habitatges hi vivien persones soles el 3,7% de les quals corresponia a persones de 65 anys o més que vivien soles. El nombre mitjà de persones vivint en cada habitatge era de 2,48 i el nombre mitjà de persones que vivien en cada família era de 2,81.
Per edats la població es repartia de la següent manera: un 20,9% tenia menys de 18 anys, un 4,5% entre 18 i 24, un 31,3% entre 25 i 44, un 23,9% de 45 a 60 i un 19,4% 65 anys o més.
L'edat mediana era de 41 anys. Per cada 100 dones de 18 o més anys hi havia 96,3 homes.
La renda mediana per habitatge era de 46.250 $ i la renda mediana per família de 46.563 $. Els homes tenien una renda mediana de 32.188 $ mentre que les dones 16.875 $. La renda per capita de la població era de 23.383 $. Entorn del 16% de les famílies i el 18,4% de la població estaven per davall del llindar de pobresa.

## Poblacions més properes
El següent diagrama mostra les poblacions més properes.